# 4-Track Demos
4-Track Demos is een album van de Britse singer-songwriter PJ Harvey.
Het bevat acht demoversies van liedjes van haar voorafgaande album, Rid Of Me, maar ook zes demoversies van nog nooit eerder uitgegeven liedjes. Al deze veertien liedjes werden, volgens Harvey, geschreven bij haar thuis tussen de tweede helft van 1991 en de herfst van 1992. Hoewel het album geen groot project was, kreeg het toch veel positieve aandacht. Entertainment Weekly noemde het ‘a chillingly intimate peek into the fierce musical ethic of an independent and compelling voice’ en Melody Maker noemde het ‘viciously aggressive music with no numbing narcotic qualities.’
In een interview met Filter magazine in 2004 zei PJ Harvey het volgende over het album:
“Het uitbrengen van 4-Track Demos werd aangemoedigd door Steve Albini (producer van Rid Of Me). Hij hield zo veel van de demo’s voor het vorig album dat hij vond dat ze uitgebracht moesten worden en ik was geneigd om hem gelijk te geven. Het voelde aan alsof ik een andere kant liet zien van wat ik doe en ik kreeg de kans om liedjes uit te brengen die voorheen nooit op een album waren opgenomen. Het was geweldig om te doen en ik vond dat het het juiste moment was, omdat ik de eigenlijke ‘three-piece band’ had verlaten en ik twijfelde nog over wat ik verder zou gaan doen met muziek. Dus, het album was eigenlijk een klein tussenwerpsel(-album) van mezelf voor ik wist wat ik precies van plan was voor later.”

## Tracklist
Alle liedjes zijn geschreven door PJ Harvey.
1. "Rid of Me" – 3:42
2. "Legs" – 3:47
3. "Reeling" – 2:59
4. "Snake" – 1:56
5. "Hook" – 4:31
6. "50ft Queenie" – 2:48
7. "Driving" – 2:38
8. "Ecstasy" – 2:56
9. "Hardly Wait" – 2:48
10. "Rub 'Til It Bleeds" – 5:10
11. "Easy" – 3:16
12. "M-Bike" – 2:43
13. "Yuri-G" – 3:53
14. "Goodnight" – 4:17

## Hitnoteringen
| Jaar | Chart           | Positie |
| ---- | --------------- | ------- |
| 1993 | UK Albums Chart | 19      |
| 1993 | Heartseekers    | 10      |